# همپتونز ات بوکا رتون (فلوریدا)
همپتونز ات بوکا رتون (به انگلیسی: Hamptons at Boca Raton) یک منطقهٔ مسکونی در ایالات متحده آمریکا است که در شهرستان پام بیچ، فلوریدا واقع شده‌است. همپتونز ات بوکا رتون ۶٫۹ کیلومتر مربع مساحت و ۱۱٬۳۰۶ نفر جمعیت دارد و ۵ متر بالاتر از سطح دریا قرار دارد.